# Jodenvervolging in Dordrecht
De Jodenvervolging in Dordrecht begon met economische en sociale isolatie van Joodse inwoners in Dordrecht tussen september 1940 en september 1941. Uiteindelijk leidde deze isolatie tot de deportatie en dood van vele Joodse Dordtenaren in 1942 en 1943. Dieptepunt was de grote razzia van november 1942.

## 1940: coöperatieve burgemeester
In september 1940 moesten de ambtenaren en politici van de gemeente Dordrecht  de 'Ariërverklaring' invullen. Joodse ambtenaren moesten de 'Joodverklaring' invullen. Wethouder I. van Huiden vulde daarbij in, dat hij trots kon melden, dat zijn voorouders 'door en door Joods waren'. Wethouder Rebekka de Roode en de raadsleden J.F. Heroma en H. van Es waren niet zonder meer bereid de formulieren in te vullen. Burgemeester Jacob Bleeker verklaarde dat hij ze dan als Joods zou beschouwen. Op de gemeentelijke secretarie-afdeling aan het Beverwijcksplein moesten Joodse inwoners zich aanmelden om hun Jood-zijn te laten registeren. Ook stuurde de gemeente formulieren naar gesubsidieerde instanties, waarop aangegeven moest worden of een bestuurslid Joods was. De burgemeester volgde de instructies van bezetter nauwgezet op. 

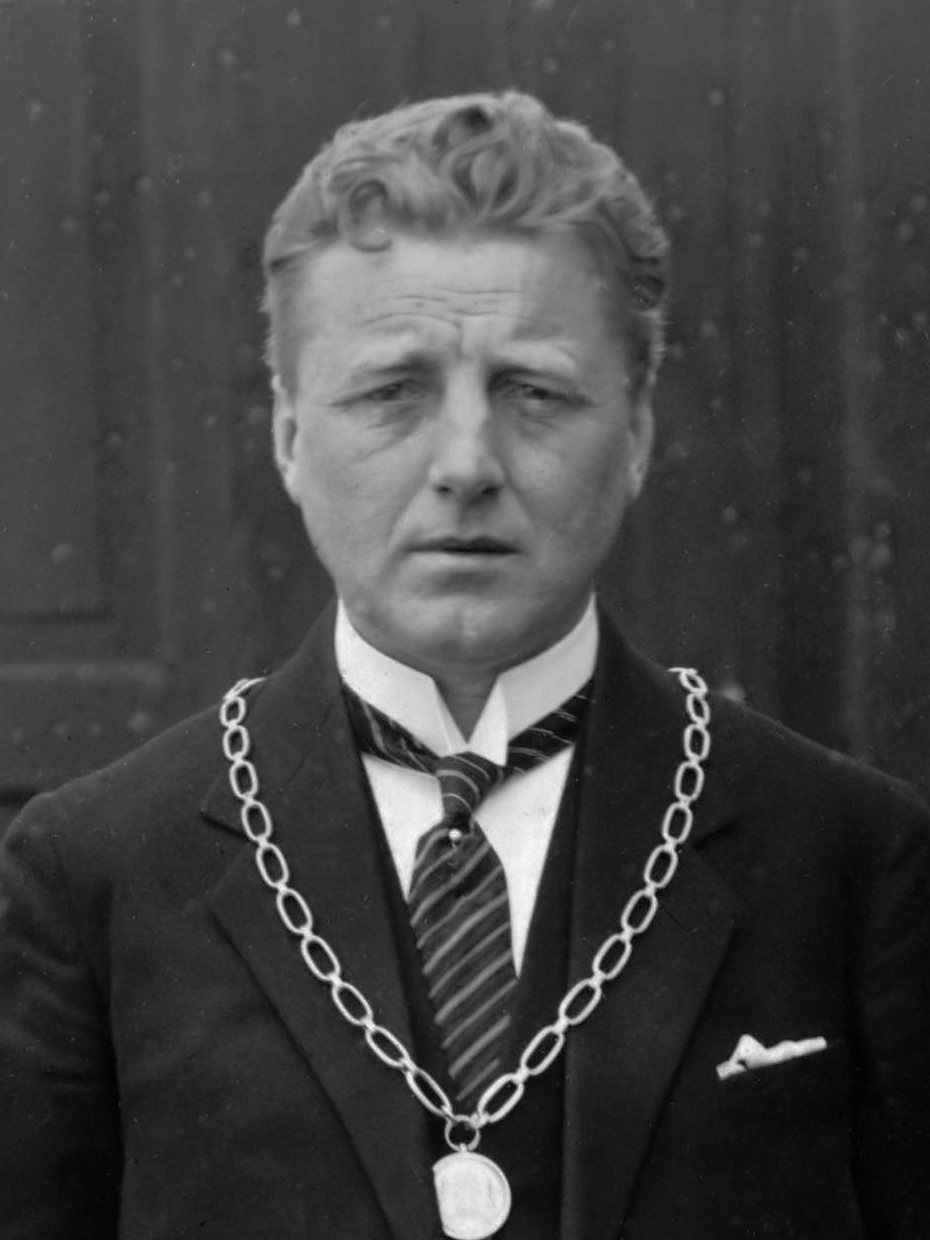
Jacob Bleeker
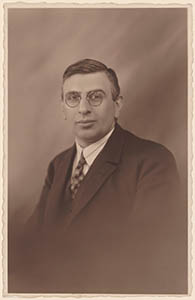
Isodor van Huiden
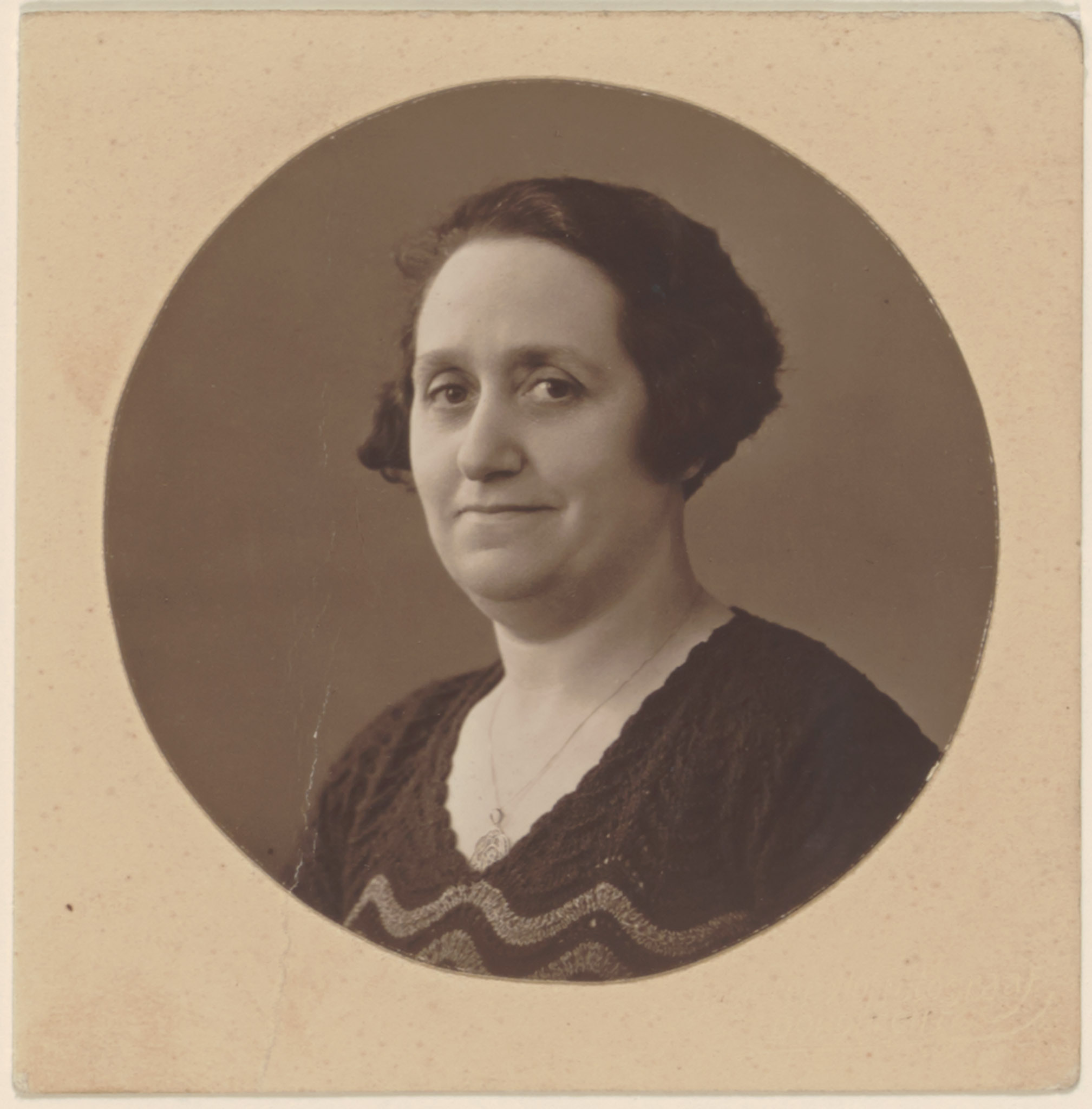
Rebekka de Roode

## 1941: Voor Joden verboden, de gemeentelijke overheden
De Joodverklaringen waren de basis om Joodse ambtenaren te kunnen ontslaan. Per 1 maart 1941 werden de Joodse ambtenaren naar huis gestuurd. Burg. Bleeker probeerde dit te verzachten, door ze wachtgeld te verschaffen. Het ontslag gold ook voor besturen van gesubsidieerde instellingen en hun personeel. De benodigde documenten werden nauwgezet ingevuld door de gemeentelijke administratie. Op de gemeentelijke Secretarie-afdeling aan het Beverwijcksplein moesten alle Joodse inwoners zich aanmelden. De identiteitsbewijzen werden met de letter J voorzien. De Joodse Raad Rotterdam verstrekte de bezetter ook de nodige informatie.
Vanaf maart 1941 werd de Wirtschaftsentjudungsverordnung van kracht, die de basis was om Joodse ondernemers te beroven van hun commerciële bezittingen. Op de eerste plaats werd zo de straatventers met hun minimale ‘negotie’ en muzikanten het werken onmogelijk gemaakt. Op de tweede plaats werden kleine ondernemingen, zoals de bakkerij van Leendert Braadbaart, meteen geliquideerd met diefstal van de inventaris. De weduwnaar werd vermoord in Auschwitz (d.d. 19-12-1942). Een ander voorbeeld was de liquidatie van de melkwinkel van de Emanuel en Rozaline Hartog (resp. vermoord in Auschwitz op 15-12-1942 en Sobibór op 05-03-1943). In Dordrecht werden 32 kleinere bedrijven geliquideerd door de bezetter. Bij grotere zaken verliep de economische roof iets ingewikkelder. Een voorbeeld hiervan was de grote Dordtse kledingzaak H. Breemer & Zn. Het lot van zo’n levensvatbare grote zaak was gebaseerd op geleidelijk financieel leegtrekken ervan door een pro-Duitse bewindsvoerder en andere zakenlieden. Vanaf augustus 1941 begonnen de activiteiten met de LIRO, de Duitse roofbank Lippmann, Rosenthal & Co. Spaarsaldi en panden werden geroofd. In Dordrecht ging het om gedwongen verkoop van 200 Joodse panden. 
In november en december 1940 waren de Joodse Dordtenaren met een vrij beroep de volgende slachtoffers. Te denken valt aan artsen, advocaten en vroedvrouwen: zij mochten alleen nog voor Joodse cliënten van dienst zijn. Een voorbeeld hiervan is dr. Oscar Cahen: huisarts, anesthesist en gemeenteraadslid. Hij voelde zich gedwongen aan zijn niet-Joodse patiënten een afscheid in de vorm van een rouwbrief te sturen. Cahen werd op 13-3-1943 vermoord in Sobibór. Zijn vrouw Saartje overleefde door onder te duiken.
Er werden door de politie 200 borden met het opschrift 'voor Joden verboden’ aangeschaft. Zo werd verboden het zwembad De Staart te gebruiken. Omdat veel huizen geen douche of bad hadden, lagen in wijken badhuizen. Dit gold ook voor andere ontmoetingsplaatsen.
Het onderwijs op reguliere scholen werd verboden. Vanaf 1 september 1941 moesten leerlingen in Dordrecht naar een opgerichte Joodse (voortgezette) lagere school achter de synagoge. Oudere kinderen moesten naar Rotterdamse joodse scholen (ULO, Nijverheidsonderwijs, HBS en Gymnasium). Op de Dordtse school voor lager onderwijs en voortgezet lager onderwijs zaten 31 kinderen. 

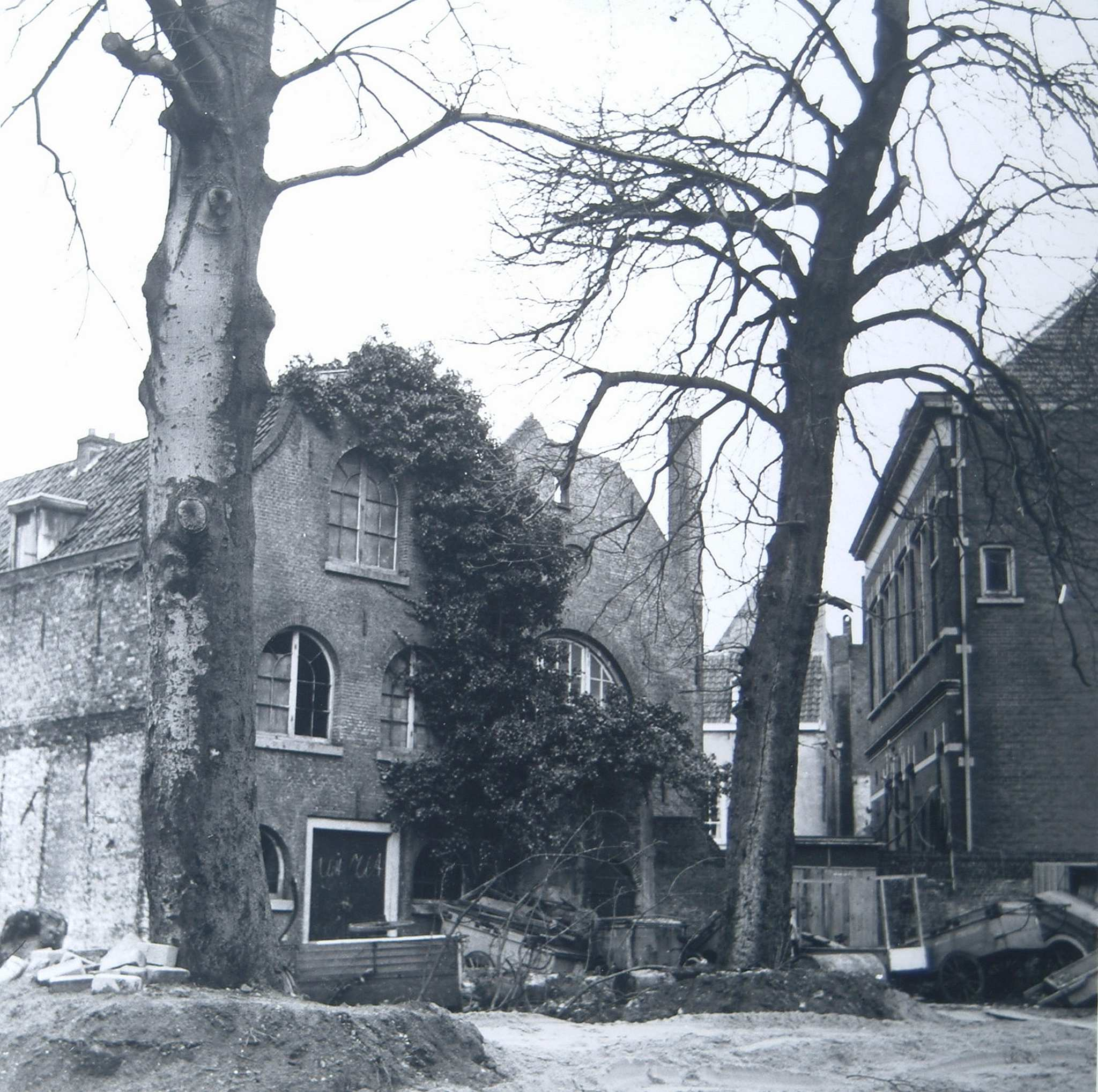
Rechts joodse school, links ruïne van de synagoge (1960).
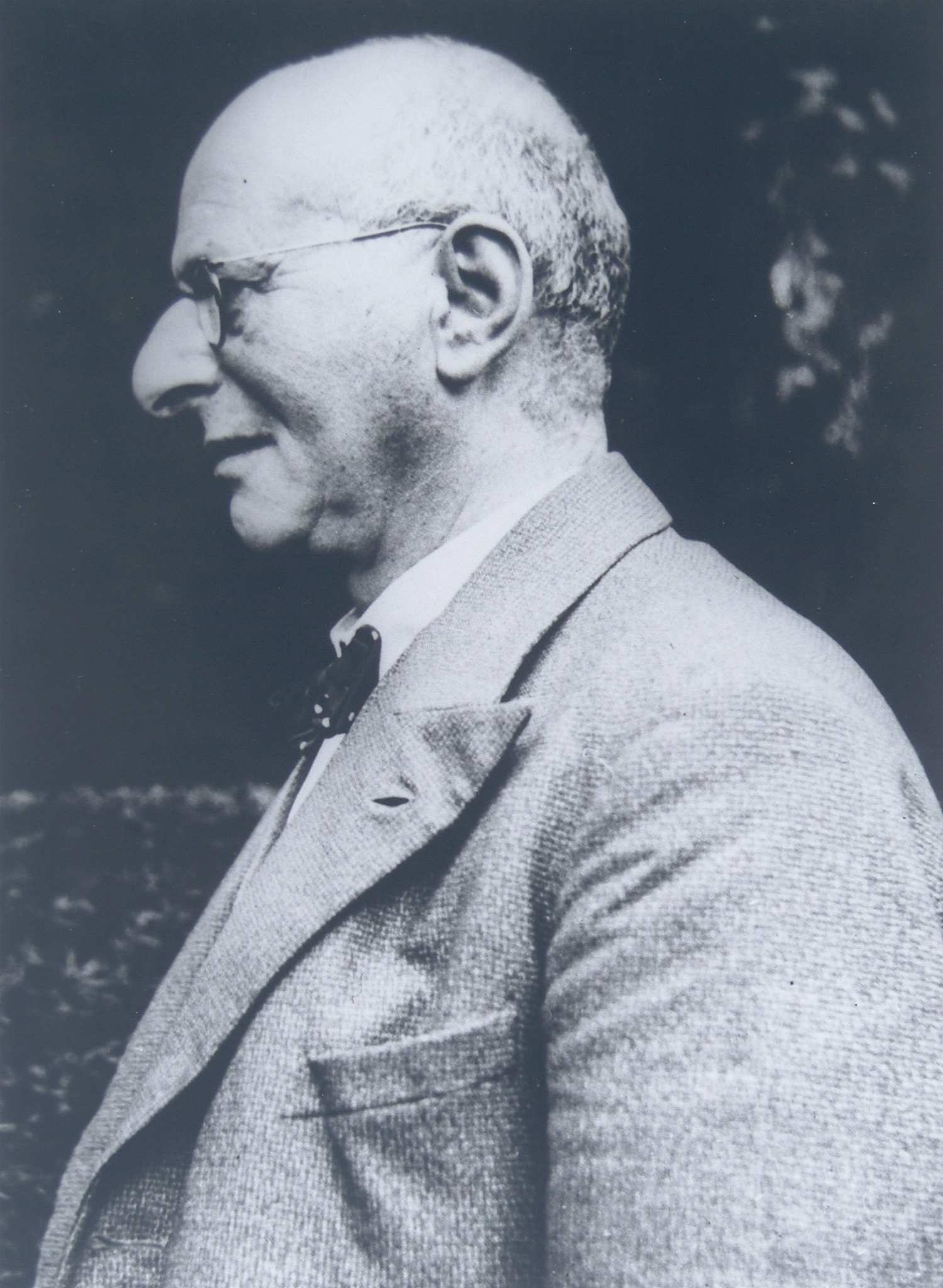
Dr. Oscar Cahen
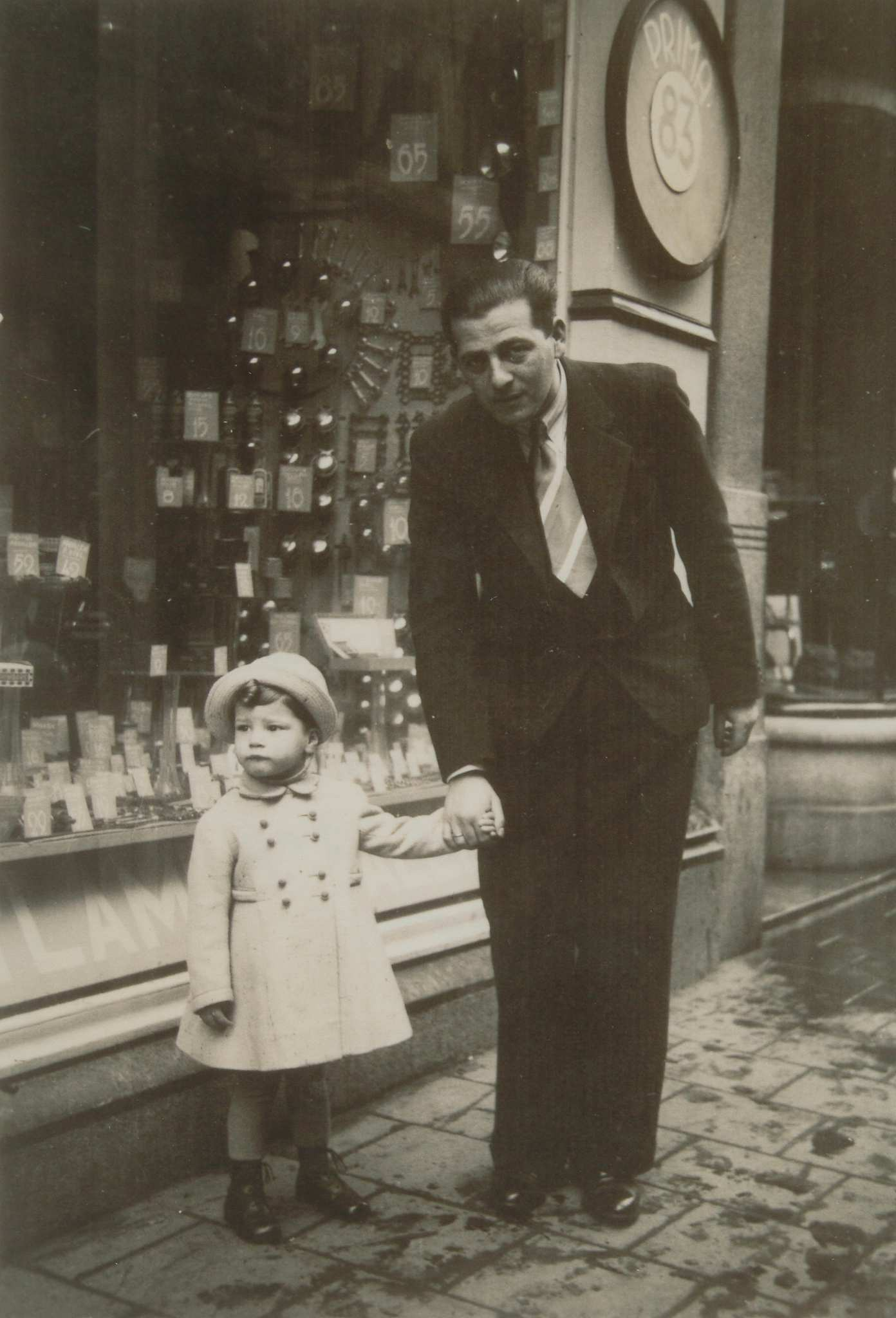
Louis Sons met dochter
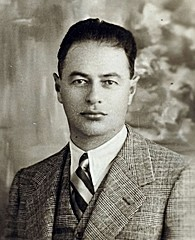
Arpád Weisz

## 1942: de novemberrazzia
Eerst werden individuele Joden opgepakt. Louis Sons (winkelier), Meier de Jong en Herman Koster (bankwerker) werden al eersten gearresteerd. Dit gebeurde, omdat ze zich niet aan de anti-Joodse maatregelen hielden. De laatste twee waren nog maar jong (ca. 18 jaar). Van de gearresteerden heeft Sons het overleefd, maar zijn vrouw Rebecca werd in Birkenau vermoord. De Jong en Koster werden resp. in Sóbibor en in Mauthausen vermoord.
Arpád Weisz was een indertijd bekende trainer van DFC. Hij was trainer geweest van Inter Milaan en FC Bologna. Vanwege de rassenwetten moest hij Italië ontvluchten en ging de Dordtse voetbalvereniging trainen. Niet voor lang, want hij werd met zijn gezin gearresteerd. Hij werd als dwangarbeider ingezet in Auschwitz en stierf in 1944. Zijn vrouw en kinderen werden meteen vergast.
Vanaf 9 tot met 11 november 1942 vond de grote razzia plaats. Een groot deel van de Dordtse joden werd in die dagen opgepakt en gedeporteerd. Zij werden eerst naar Westerbork getransporteerd, gevolgd door deportaties naar met name Auschwitz of Sobibór.  Een groot deel van deze gedeporteerden is aldaar gestorven, waarvan velen direct na aankomst.  In Auschwitz werden 122 en in Sobibór 44 Dordtenaren vermoord.
NSB-Jodenjagers waren actief bij de Dordtse politie. Berucht waren de antisemitische agenten Harry Evers, Theo Lukassen en Arie den Breejen, die naast hun politieke sympathieën ook gemotiveerd werden door een ‘Kopfprämie’ van fl. 10 – fl. 25 per gearresteerde Jood. 

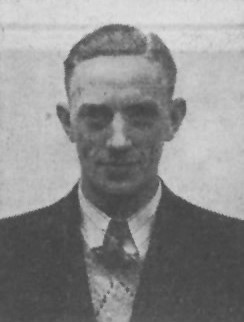
Harry Evers
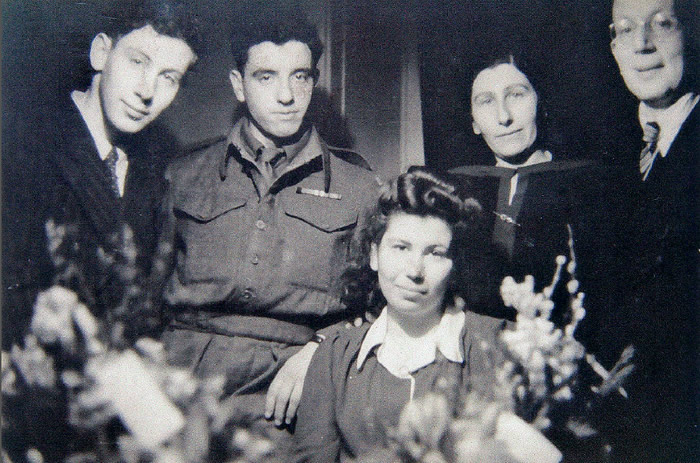
Jules (links) en Suze (midden) Benedictus
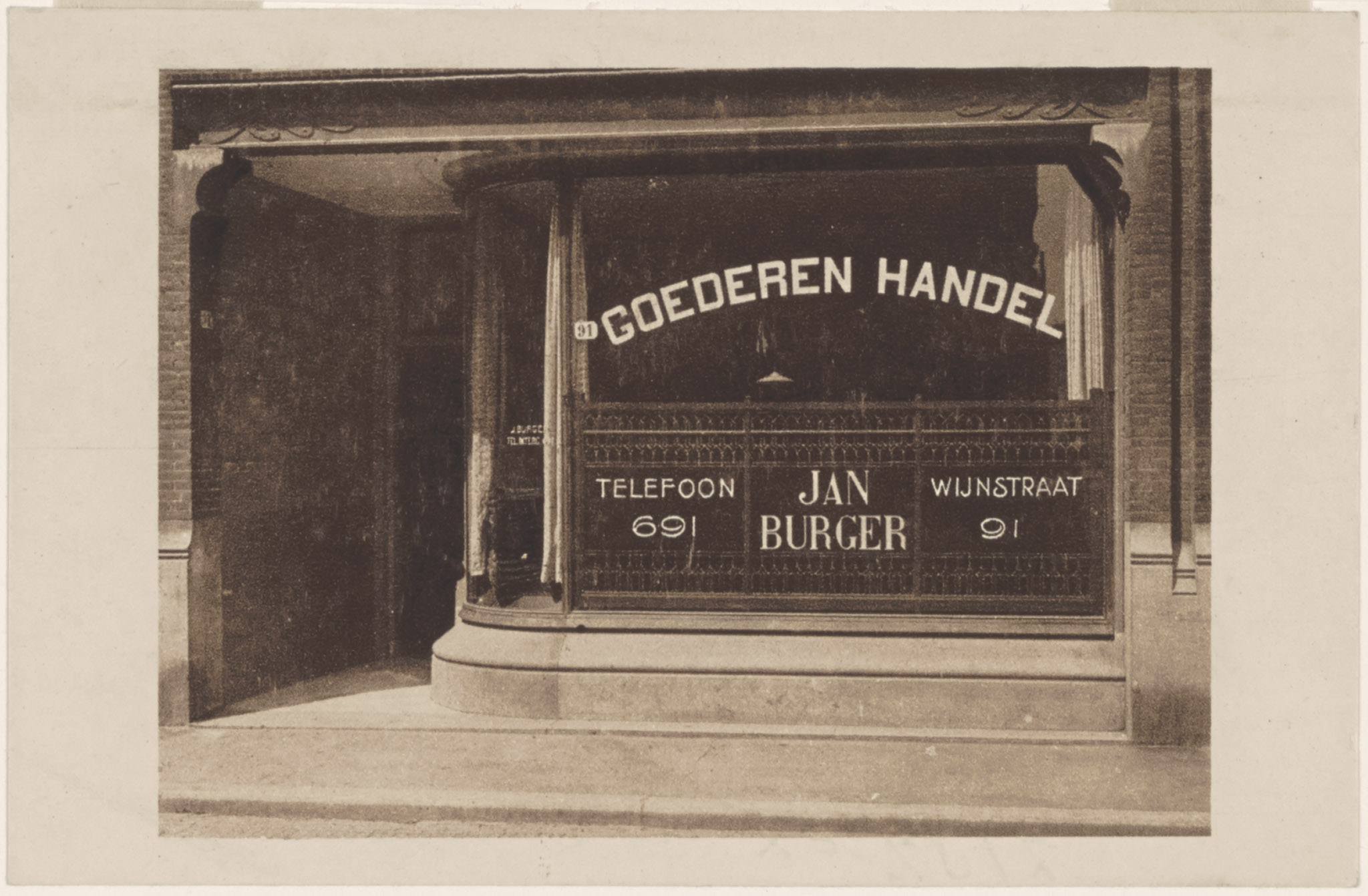
Meubelzaak Jan Burger

Familie Benedictus overleefde door het onderduiken bij het gezin van Jan Burger onder het dak van een achterhuis. De familie leefde met andere onderduikers. Tijdens hun verborgen leven heeft dochter Suus een dagboek geschreven. De overeenkomst met Anne Frank is de dagboekbeschrijving van de onderduiksituatie, waarin er met meerdere mensen geleefd werd in een achterhuis. Suus’ dagboek bevatte echter meer informatie over het lot van met naam genoemde Joodse families doordat ze veel informatie kreeg van Jan Burger. Duidelijk was dat Suus in 1942 al wist dat de inwoners in Polen vermoord werden. Later schreef ze over ‘gasauto’s’. Er bestaan nog meer dagboeken van haar broer Jules, Jan Burger en Corine Fonteijn. Jules maakte gedetailleerde tekeningen van de onderduiksituatie.

## 1943/1944: burgemeesterswissel, dubbelspel en verrijking
In deze jaren bleven de Jodenjagers op zoek naar onderduikadressen. Na de grote razzia werd er verder gezocht naar onderduikadressen om de stad 'Judenfrei' te maken.
De burgemeester werd door de Duitse bezetters in 1943 afgezet, omdat hij niet voldoende meewerkte aan het doorgeven van adressen ten behoeve van de Arbeitseinsatz. Hij moest onderduiken. Hij werd opgevolgd door Johan Gijsbert van Houten, NSB-kringleider van de Zuid-Hollandse eilanden.
Toen het tij voor de bezetters keerde, ging jodenjager Evers een dubbelspel spelen. Hij verleende ook diensten aan de illegaliteit.
In het huis van wethouder Van Tilburg werd joodse roofgoederen opgeslagen (schilderijen, zilverwerk, geld en thorarollen).

## Na de oorlog: opheffen Israelietische geloofsgemeenschap en de Dordtse Affaire
Van de 290 gedeporteerden keerden er slechts 5 terug. Opgeteld bij de gevluchte en ondergedoken personen hebben uiteindelijk 55 Joodse inwoners de oorlog overleefd. De Nederlandsch-Israëlietische Gemeente (met de synagoge op de Varkensmarkt) was gedecimeerd van enkele honderden tot enkele tientallen leden. Ze werd opgeheven. De eretitel van Yad Vashem (‘Rechtvaardige onder de Volkeren’) werd verleend aan 21 Dordtenaren. In 1989 werd bij het stadhuis van Dordrecht een tweedelig monument onthuld ter nagedachtenis aan de Joodse slachtoffers uit Dordrecht en Zwijndrecht. In 2021 gaf de Vereniging Oud-Dordrecht een boek uit over de Jodenvervolging in Dordrecht.
Johan G. van Houten werd afgezet, en Jacob Bleeker werd weer burgemeester. Naar Bleeker werd een onderzoek ingesteld vanwege zijn coöperatieve houding ten opzichte van de bezetter. Na officieel onderzoek werd hem dat niet meer verweten. Wethouder Van Tilburg immigreerde naar Zuid-Afrika, waar zijn schat met roofgoederen in de zeventiger jaren vele miljoenen euro's waard bleek te zijn.
Door steun van een groep verzetslieden vervulde Evers eerst een korte tijd de rol als pelotonscommandant van de Nederlandse Binnenlandse Strijdkrachten. De Dordtse affaire houdt deze geheime en verzwegen protectie in: de verdiensten voor het verzet werden belangrijker geacht dan rol in de jodenvervolging. Deze bescherming vanuit een deel van het verzet was onhoudbaar. De jodenjagers Lucassen, den Breejen en Evers werden allen veroordeeld. 